# Giddaluru
Giddaluru es una ciudad censal situada en el distrito de Prakasam en el estado de Andhra Pradesh (India). Su población es de 35150 habitantes (2011). Se encuentra a 265 km de Vijayawada y a 118 km de Kurnool. 

## Demografía
Según el censo de 2011 la población de Giddaluru era de 35150 habitantes, de los cuales 17728 eran hombres y 17422 eran mujeres. Giddaluru tiene una tasa media de alfabetización del 79,71%, superior a la media estatal del 67,02%: la alfabetización masculina es del 89,67%, y la alfabetización femenina del 69,58%.